# Vitsippsranunkel
Vitsippsranunkel (Ranunculus platanifolius) är en växtart i familjen ranunkelväxter.